# Chalinula hooperi
Chalinula hooperi är en svampdjursart som först beskrevs av Bakus och Nishiyama 2000.  Chalinula hooperi ingår i släktet Chalinula och familjen Chalinidae.
Artens utbredningsområde är Filippinerna. Inga underarter finns listade i Catalogue of Life.